# Луций Маммий Поллион
Луций Маммий Поллион (лат. Lucius Mammius Pollio) — политический деятель эпохи ранней Римской империи.
Известен выступлением в сенате, где внес предложение, чтобы сенаторы обратились с просьбой к императору Клавдию просватать Октавию за Луция Домиция Агенобарба, будущего императора Нерона. С мая по июнь 49 года Поллион занимал должность консула-суффекта вместе с Квинтом Аллием Максимом.